# De schommel (Fragonard)

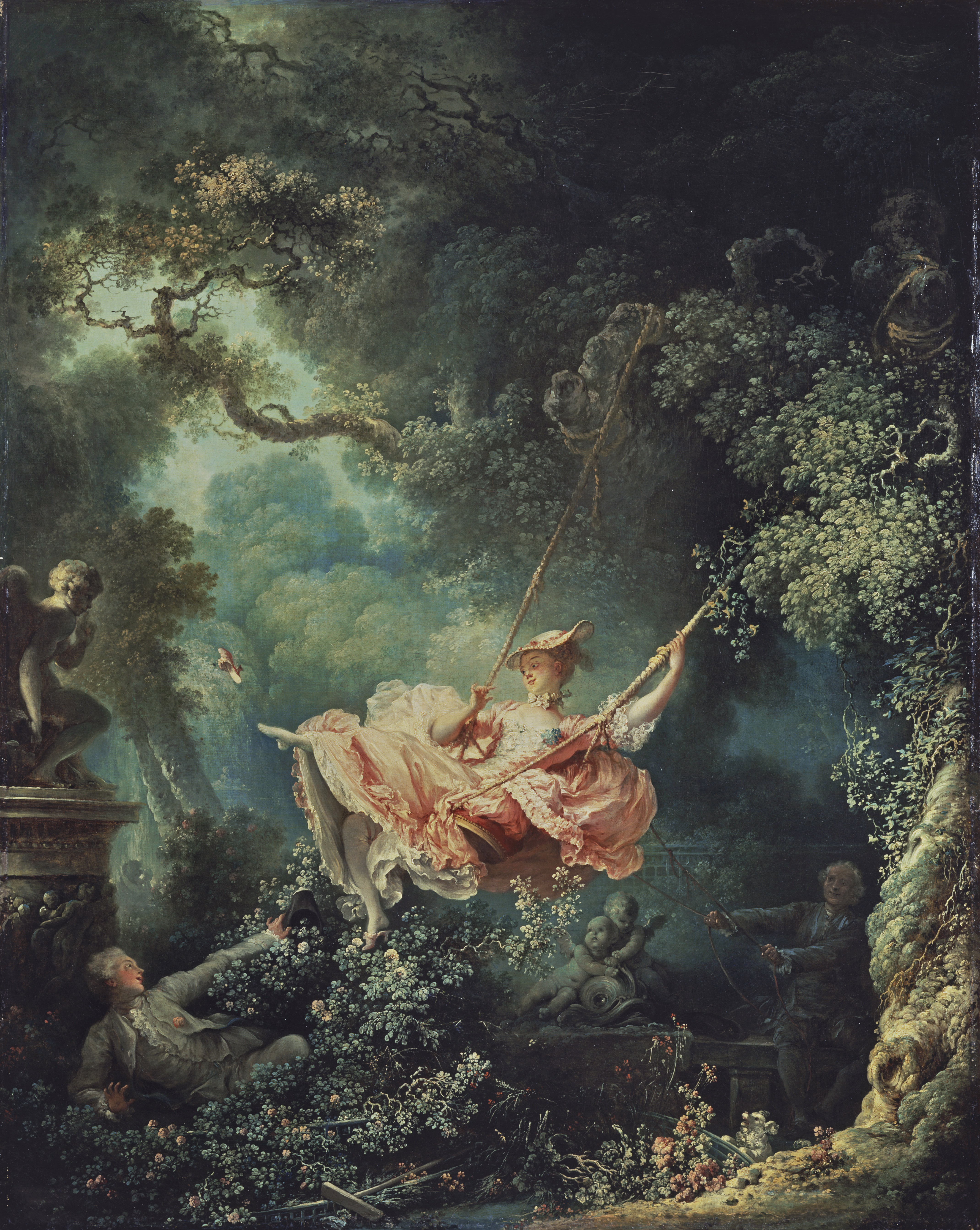
De schommel

De schommel (Frans: L'Escarpolette) is ook bekend als De vrolijke ongelukjes op de schommel (Les Hasards Heureux de l'Escarpolette). Het is een olieverfschilderij van de Franse schilder Jean-Honoré Fragonard. Dit doek, dat rond 1767 werd gemaakt, wordt gezien als een van de meesterwerken van de rococo en het beste werk van Fragonard. Het maakt deel uit van de Britse Wallace Collection.
Het schilderij is ondeugender dan het op het eerste gezicht lijkt. Het doek laat een jonge vrouw zien die op een schommel zit. Als je beter kijkt, zie je op de grond een jonge man liggen die onder haar rok kijkt. De vrouw is zich hiervan bewust en schopt haar muiltje uit in de richting van een Cupido, waardoor haar enkel zichtbaar is. Achter haar zijn twee cherubijnen zichtbaar. De schommel wordt in beweging gebracht door een oudere man die verscholen staat en die niet door heeft dat de jongen er ligt.
Het meisje draagt een schaapherdershoed. En dat terwijl schaapherders bekendstonden om hun kuisheid.
Het schilderij is gemaakt in opdracht van de toneelschrijver Charles Collé. Hij wilde inderdaad een ondeugend werk van zijn maîtresse op een schommel. Hij wilde echter dat de schommel bewogen werd door een bisschop. Hij had deze opdracht eerst neergelegd bij Gabriel François Doyen maar die vond dit te ver gaan. Kennelijk was de bisschop in de ogen van Fragonard ook een stap te ver.
- Bibliothèque nationale de France: cb13328254x (data)
- Gemeinsame Normdatei: 4583926-8
- Library of Congress Control Number: n98082351
- Système universitaire de documentation: 035668784
- Virtual International Authority File: 176725526